# Яготинська міська територіальна громада
Яготинська міська територіальна громада — територіальна громада в Україні, в Бориспільському районі Київської області. Адміністративний центр — місто Яготин.
Площа громади — 792,85 км², населення — 32 157 осіб (2020).
Утворена 12 червня 2020 року шляхом об'єднання всіх міських і сільських рад Яготинського району.

## Населені пункти
У складі громади 1 місто (Яготин), 2 селища (Гречанівка та Черняхівка) і 39 сіл:
- Богданівка
- Божки
- Воронівщина
- Гензерівка
- Годунівка
- Григорівка
- Двірківщина
- Дзюбівка
- Добраничівка
- Жоравка
- Засупоївка
- Кайнари
- Капустинці
- Коптевичівка
- Кулябівка
- Лебедівка
- Лемешівка
- Лозовий Яр
- Лукомщина
- Ничипорівка
- Озерне
- Панфили
- Плужники
- Райківщина
- Розумівка
- Рокитне
- Соколівщина
- Сотниківка
- Сулимівка
- Супоївка
- Трубівщина
- Тужилів
- Фарбоване
- Федорівка
- Червоне
- Червоне Заріччя
- Черкасівка
- Черняхівка
- Шевченкове

## Старостинські округи
- Богданівський
- Годунівський
- Двірківщинський
- Жоравський
- Засупоївський
- Капустинцівський
- Кулябівський
- Лемешівський
- Лозовоярівський
- Ничипорівський
- Панфилівський
- Райківщинівський
- Сотниківський
- Сулимівський
- Супоївський
- Фарбованський
- Червонівський
- Черняхівський